# 10,000 Hours
10,000 Hours è un singolo del duo musicale statunitense Dan + Shay e del cantante canadese Justin Bieber, pubblicato il 4 ottobre 2019 come primo estratto dal quarto album in studio di Dan + Shay.
Nell'ambito dei Grammy Award annuali ha ottenuto la Miglior interpretazione country di un duo o un gruppo.

## Video musicale
Il video musicale è stato reso disponibile il 4 ottobre 2019, in concomitanza con l'uscita del brano.

## Tracce
Testi e musiche di Dan Smyers, Shay Mooney, Justin Bieber, Jessie Jo Dillon, Jason Boyd e Jordan Reynolds.
Download digitale
1. 10,000 Hours – 2:47

Download digitale – Piano
1. 10,000 Hours (Piano) – 2:52

## Formazione
Gruppo
- Dan Smyers – voce, chitarra acustica, chitarra elettrica, programmazione, sintetizzatore
- Shay Mooney – voce

Altri musicisti
- Justin Bieber – voce
- Jordan Reynolds – chitarra acustica, basso, chitarra elettrica, pianoforte, programmazione, sintetizzatore
- Abby Smyers – cori
- Bryan Sutton – chitarra elettrica, chitarra resofonica

Produzione
- Dan Smyers – produzione, registrazione
- Jeff Balding – ingegneria del suono
- Josh Gudwin – produzione vocale, ingegneria del suono aggiuntiva
- Josh Ditty – ingegneria del suono aggiuntiva
- Andrew Mendelson – mastering
- Jeff Juliano – missaggio

## Successo commerciale
10,000 Hours ha debuttato alla 4ª posizione della classifica statunitense nella pubblicazione del 19 ottobre 2019, grazie a 53 000 copie digitali, 19,6 milioni di ascoltatori radiofonici e 33,3 milioni di riproduzioni in streaming. È divenuta la prima top ten del duo e la sedicesima di Bieber nella Hot 100 statunitense.
Nella classifica britannica dei singoli, ha esordito al numero 19 nella sua prima settimana d'uscita grazie a 20 011 unità di vendita.

## Classifiche

### Classifiche settimanali
| Classifica (2019-23) | Posizione massima |
| -------------------- | ----------------- |
| Australia            | 4                 |
| Austria              | 18                |
| Belgio (Fiandre)     | 25                |
| Belgio (Vallonia)    | 52                |
| Canada               | 2                 |
| Corea del Sud        | 111               |
| Croazia              | 34                |
| Danimarca            | 8                 |
| Estonia              | 32                |
| Germania             | 47                |
| Grecia               | 26                |
| Irlanda              | 17                |
| Islanda              | 10                |
| Italia               | 85                |
| Lettonia             | 34                |
| Libano               | 13                |
| Lituania             | 26                |
| Malaysia             | 7                 |
| Norvegia             | 9                 |
| Nuova Zelanda        | 5                 |
| Paesi Bassi          | 21                |
| Portogallo           | 55                |
| Regno Unito          | 17                |
| Repubblica Ceca      | 16                |
| Romania              | 55                |
| Singapore            | 6                 |
| Slovacchia           | 13                |
| Slovenia             | 37                |
| Stati Uniti          | 4                 |
| Svezia               | 13                |
| Svizzera             | 21                |
| Ungheria             | 23                |

### Classifiche di fine anno
| Classifica (2019) | Posizione |
| ----------------- | --------- |
| Australia         | 94        |
| Classifica (2020) | Posizione |
| Australia         | 66        |
| Canada            | 23        |
| Stati Uniti       | 23        |
| Classifica (2023) | Posizione |
| Corea del Sud     | 163       |